# 조긍섭
조긍섭(曺兢燮, 1873년 12월 3일 ~ 1933년)은 조선말과 대한제국, 일제강점기의 성리학자, 시인이다. 창녕군 고암면 원촌리 출신으로, 곽종석(郭鍾錫), 이종기(李種杞), 장복추(張福樞), 김흥락(金興洛) 등에게서 수학하였으며 1910년(융희 4) 10월 2일 한일 합방조약 체결 이후 은둔하면서 시문과 저술로 일생을 보냈다. 1919년 달성에 정산서당(鼎山書堂)을 짓고 후학을 양성했으나 조선 고종을 비판한 일로 일부 문인들이 이탈하였다. 자는 중근(仲謹), 호는 심재(深齋)이다.

## 저서
- 심재문집
- 암서문집